# Zygmunt Berling
Pour les articles homonymes, voir Berling (homonymie).
Zygmunt Henryk Berling (27 avril 1896 – 11 juillet 1980) est un général (général de brigade) et homme politique polonais ayant combattu pour l'indépendance de la Pologne puis à la tête des troupes polonaises soviétiques.

## Biographie
Il naît à Limanowa, alors dans l'empire d'Autriche-Hongrie. Il rejoint en 1914 les troupes polonaises commandées par Joseph Pilsudski, puis est intégré à l'armée austro-hongroise après la dissolution des troupes de Pilsudski, en 1917. Pendant la guerre contre l'URSS, il s'illustre à la bataille de Lwow et est décoré de la Croix d'argent de l'Ordre Virtuti Militari. Il reste dans l'armée après la guerre et est promu lieutenant-colonel en 1930.
En disponibilité en 1939, il est arrêté par le NKVD à la suite de l'invasion soviétique de la Pologne. Il part en captivité pour l'Union Soviétique jusqu'aux accords Sikorski-Maïski (août 1941) prévoyant la création d'une armée polonaise en URSS (la future Armée d'Anders). Interrogé à la Loubianka par le NKVD, il est repéré comme un cadre potentiel pour une future unité polonaise de l'Armée rouge, et lors de l'invasion de l'URSS, il publie une déclaration évoquant la renaissance d'une Pologne qui serait intégrée à l'URSS.
Lieutenant-colonel dans l'Armée d'Anders, créée à la suite d'un accord avec les Britanniques, il est chef d'état-major de la 5e Division d'infanterie polonaise. Alors que Władysław Anders quitte l'URSS avec ses troupes en 1942 pour rejoindre les Britanniques par l'Iran, Berling et deux autres officiers refusent de le suivre, ce qu'Anders qualifie de "désertion". Il pousse alors, avec Wanda Wasilewska, à la création d'une armée polonaise, qui lui est accordée en mai 1943 à la faveur d'un refroidissement des relations soviétiques avec le gouvernement polonais en exil. Berling prend ainsi la tête de la Première division d'infanterie Tadeusz Kościuszko au rang de général, qui s'illustre à la bataille de Lenino en octobre de la même année. Commandant la Première armée polonaise en 1944, il décide d'ordonner à ses troupes de franchir la Vistule pour tenter de secourir l'insurrection. L'opération est un échec, causant de lourdes pertes, et Berling, qui n'avait pas reçu d'autorisation pour cette opération, est relevé de ses fonctions puis transféré à l'Académie militaire de Moscou.

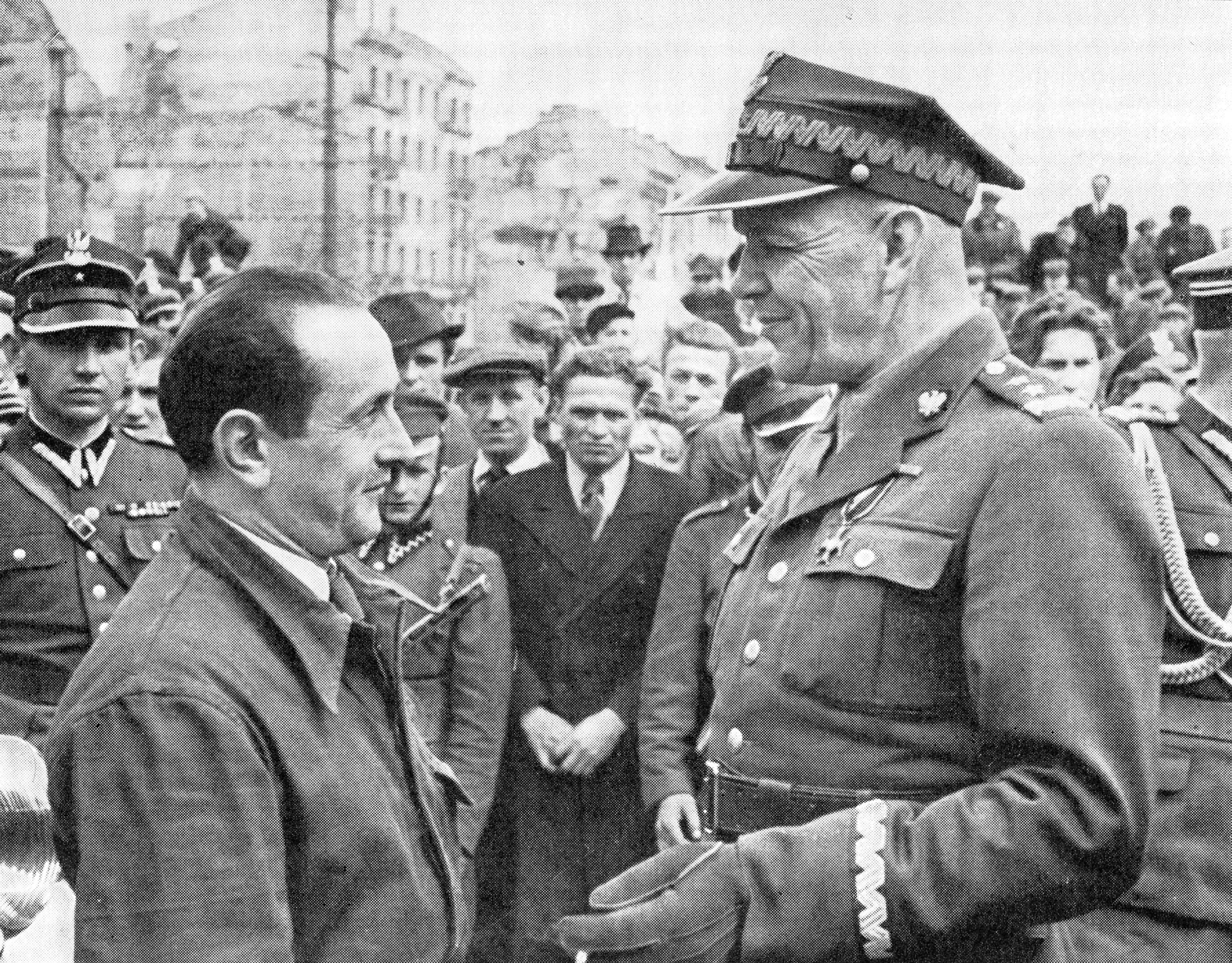
Le général Berling avec les habitants de Varsovie en 1947.

De 1945 à 1947, il est à l’École militaire de l'État-major de l'armée polonaise située à Rembertów. Il en prend le commandement fin 1947, poste qu'il occupe jusqu'en 1953. Il se voit confier par la suite différents postes ministériels. En 1963, il rejoint le Parti ouvrier unifié polonais.

## Sources et références
1. ↑  (en) Anna M. Cienciala, "Detective work : Researching Soviet World War II policy on Poland in Russian archives, (Moscow, 1994)", Cahiers du monde russe, 1999 (lire en ligne), p. 251-269
2. ↑   Wladyslaw Anders, Mémoires, 1939-1946, La Jeune Parque, Paris 1948, p. 198

- (en) http://www.generals.dk/general/Berling/Zygmunt/Poland.html Copyright © Steen Ammentorp since 2000